# 5月11日 (旧暦)
旧暦5月11日は、旧暦5月の11日目である。六曜は先負である。

## できごと
- 和銅元年（ユリウス暦708年6月3日） - 日本初の国産貨幣である銀銭和同開珎を鋳造。8月に銅製の実用通貨を発行
- 天平17年（ユリウス暦745年6月15日） - 聖武天皇が都を平城京に戻す
- 寿永2年（ユリウス暦1183年6月2日） - 礪波山の戦い（倶利伽羅峠の戦い）。源義仲が平維盛に勝利
- 文永11年（ユリウス暦1274年6月16日） - 日蓮が信奉者の招きにより鎌倉を去り身延山へ
- 天正4年（ユリウス暦1576年6月7日） - 安土城天守閣が完成。織田信長が岐阜城から移る

## 忌日
- 文明5年（ユリウス暦1473年6月6日） - 細川勝元、武将（* 1430年）
- 慶応元年（閏5月）（グレゴリオ暦1865年7月3日） - 岡田以蔵、尊攘派志士（* 1838年）
- 慶応元年（閏5月）（グレゴリオ暦1865年7月3日） - 武市瑞山（武市半平太）、尊攘派志士（* 1829年）
- 明治2年（グレゴリオ暦1869年6月20日） - 土方歳三、新選組副長（* 1835年）